# Красносельский, Марк Александрович
Ма́рк Алекса́ндрович Красносе́льский (27 апреля 1920, Староконстантинов — 13 февраля 1997, Москва) — советский и российский математик, один из создателей основ современного подхода к задачам нелинейного функционального анализа.

## Биография

### Начальный период жизни
Родился в Староконстантинове (ныне — в Хмельницкой области Украины) в семье инженера-строителя Александра Яковлевича Красносельского и учительницы русского языка Фани Моисеевны Красносельской. По окончании школы Марк Красносельский поступил на физико-математический факультет Киевского университета. Закончил он его в 1942 г. уже в Казахстане, в эвакуации.
В 1942—1946 гг. М. А. Красносельский служил в Красной Армии: преподавал в Рязанском артиллерийском училище, которое в годы Великой Отечественной войны было эвакуировано в город Талгар. В 1946 году переехал в Киев, где несколько месяцев преподавал в Киевском автодорожном институте, а затем работал научным работником в Институте математики Академии наук Украинской ССР (до 1952 года).
М. А. Красносельский был учеником выдающегося советского математика М. Г. Крейна. В 1948 г. защитил кандидатскую диссертацию по теории расширения эрмитовых операторов, а в 1950 г. — докторскую диссертацию по топологическим методам нелинейного анализа.

### Научная карьера
В 1953 году М. А. Красносельский переехал в Воронеж, где на протяжении последующих 15 лет возглавлял кафедру функционального анализа — сначала на физико-математическом, а в дальнейшем на математико-механическом факультете Воронежского университета.

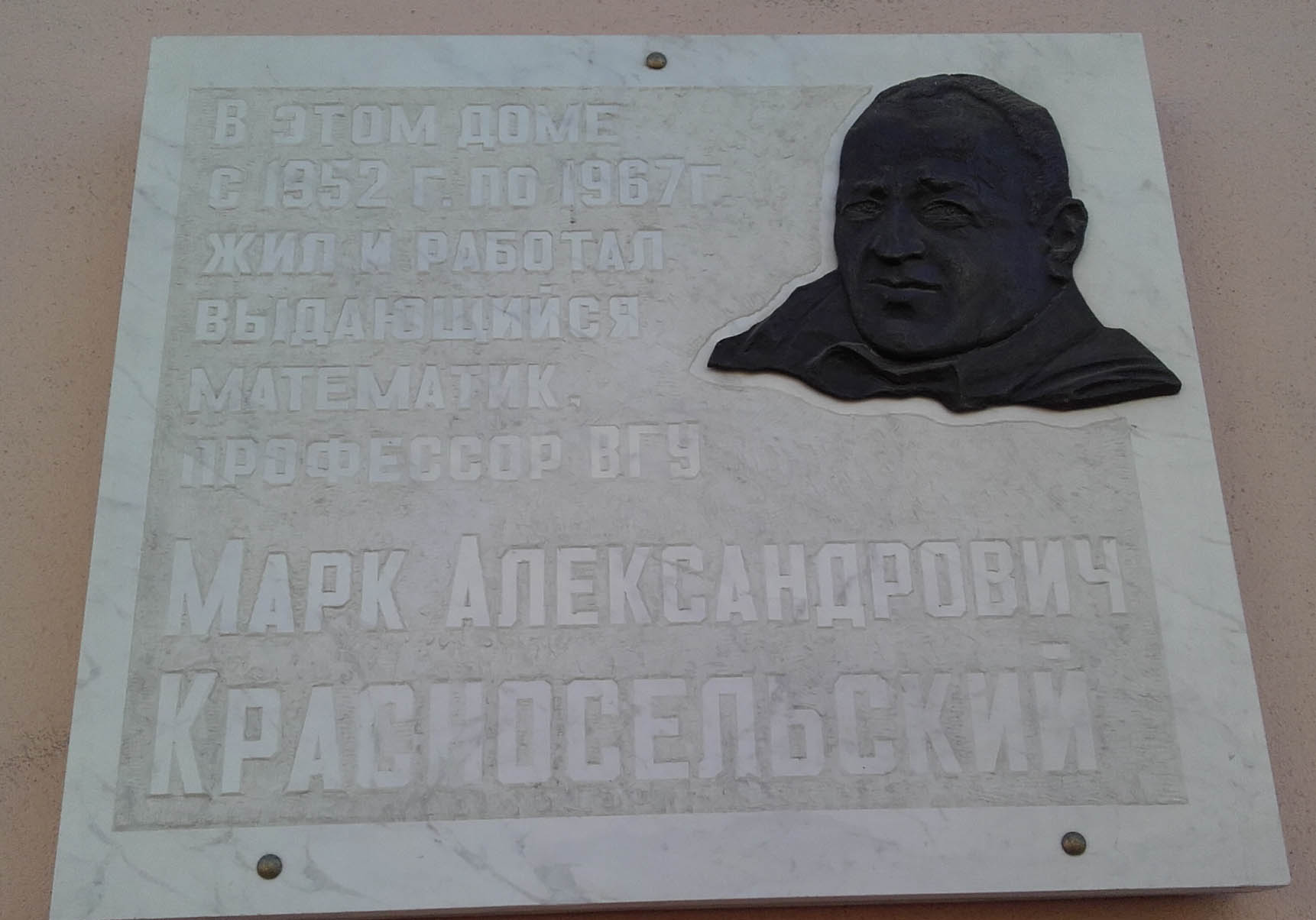
Мемориальная доска. Воронеж, Театральная, 19

В 1968 г. М. А. Красносельский переехал из Воронежа в Москву и поступил на работу в Институт автоматики и телемеханики (с 1969 года — Институт проблем управления, ИПУ) АН СССР. В институте Марк Александрович организовал лабораторию «Математических методов анализа сложных систем», в которую пригласил своих воронежских учеников: А. В. Покровского, Н. А. Бобылёва и др.
В середине 1970-х годов М. А. Красносельский вместе со своими учениками предложил обширную программу исследования систем с гистерезисом. При этом был выработан ставший к настоящему времени стандартным подход к исследованию нелинейностей типа гистерезиса, который включал следующие этапы: 1) выделение в системе элементарных нелинейностей типа гистерезиса, называемых гистеронами; 2) анализ сложных нелинейностей в виде схемы соединения гистеронов; 3) проведение идентификации системы.
В 1990 г. М. А. Красносельский перешёл на работу в Институт проблем передачи информации АН СССР (ИППИ), а руководство созданной им в ИПУ лабораторией взял на себя один из его учеников — Николай Антонович Бобылёв.
За свою более чем полувековую научную деятельность Марк Александрович написал более трёхсот научных работ и 14 монографий. Среди его учеников — такие крупные математики, как Н. А. Бобылёв, П. П. Забрейко, Е. А. Лифшиц, А. В. Покровский, Б. Н. Садовский и многие другие (только докторов физико-математических наук среди них насчитывается более 30 человек).
Скончался 13 февраля 1997 г. Похоронен на Хованском кладбище в Москве.

## Награды
- Премия имени А. А. Андронова (совместно с А. В. Покровским, за 1983 год) — за цикл работ по теории систем управления со сложными нелинейными звеньями
- Премия Гумбольдта (Германия, 1996)

## Монографии
1. Красносельский М. А. Топологические методы в теории нелинейных интегральных уравнений. Государственное издательство технико-теоретической литературы, Москва, 1956, 392 с. 
Английский перевод:
Krasnosel’skii M.A., Topological Methods in the Theory of Nonlinear Integral Equations. Pergamon Press, Oxford — London — New York — Paris, 1964, 395p.
2. Красносельский М. А., Рутицкий Я. Б. Выпуклые функции и пространства Орлича. Государственное издательство физико-математической литературы, Москва, 1958, 271 с. 
Английский перевод: 
Krasnosel’skii M.A., Rutickii Ya.B., Convex Functions and Orlicz Spaces. P.Noordhoff Ltd, Groningen, 1961, 249p. 
 Krasnoselsky M.A., Rutitsky Y.B., Convex Functions and Orlicz Spaces. Hindustan Publishing corpn. (INDIA), Delhi-6, 1962, 262p.
3. Красносельский М. А. Положительные решения операторных уравнений. Государственное издательство физико-математической литературы, Москва, 1962, 394 с. 
Английский перевод: 
Krasnosel’skii M.A., Positive Solutions of Operator Equations. P.Noordhoff Ltd, Groningen, 1964, 381p.
4. Красносельский М. А., Перов А. И., Поволоцкий А. И., Забрейко П. П. Векторные поля на плоскости. Государственное издательство физико-математической литературы, Москва, 1963, 245 с. 
Английский перевод: 
Krasnosel’skii M.A., Perov A.I., Povolockii A.I., Zabreiko P.P., Plane Vector Fields. Academic Press, New York, 1966, 242p. 
Немецкий перевод: 
Krasnoselski M.A., Perow A.I., Powolozki A.I., Sabrejko P.P., Vektorfelder in der Ebene. Akademie-Verlag, Berlin, 1966, 197p.
5. Красносельский М. А. в большом авторском коллективе. Функциональный анализ. Серия ``Справочная математическая библиотека, под редакцией С. Г. Крейна, 
1 издание, Издательство ``Наука, Москва, 1964, 424 с. 
2 издание, Издательство ``Наука, Главная редакция физико-математической литературы, Москва, 1972, 544 с. 
Английский перевод: 
Krasnosel’skii M.A. and colleagues, Functional Analysis. Wolters-Noordhoff Publ., Groningen, 1972, 379p. 
Польский перевод: 
Analiza funkcionalna. Panstwowe Wydawnictwo Naukowe, Warszawa, 1967, 419s.
6. Красносельский М. А. Оператор сдвига по траекториям дифференциальных уравнений. Издательство ``Наука, Главная редакция физико-математической литературы, Москва, 1966, 332 с. 
Английский перевод: 
Krasnosel’skii M.A., The Operator of Translation along the Trajectories of Differential Equations. Translation of Mathematical Monographs, 19, American Mathematical Society, Providence, RI, 1968, 294p.
7. Красносельский М. А., Забрейко П. П., Пустыльник Е. И., Соболевский П. Е. Интегральные операторы в пространствах суммируемых функций. Издательство ``Наука, Главная редакция физико-математической литературы, Москва, 1966, 499 с. 
Английский перевод: 
Krasnoselskii M.A., Zabreiko P.P., Pustylnik E.I., Sobolevskii P.E., Integral Operators in Spaces of Summable Functions. Noordhoff International Publishing, Leyden, 1976, 520 p.
8. Красносельский М. А., Забрейко П. П., Кошелёв А. И., Михлин С. Г., Раковщик Л. С., Стеценко В. Я. Интегральные уравнения. Серия ``Справочная математическая библиотека, Издательство ``Наука, Главная редакция физико-математической литературы, Москва, 1968, 448 с. 
Английский перевод: 
Krasnosel’skii M.A. and colleagues Integral Equations. Noordhoff International Pub., Leyden, 1975, 443p. 
Польский перевод: 
Krasnoselski M.A., Koszelew A.I., Michlin S.G., Rakowszczik L.S., Stiecenko W.J., Zabrejko P.P., Rownania calkowe. Panstwowe Wydawnictwo Naukowe, Warszawa, 1972, 456s.
9. Красносельский М. А., Вайникко Г. М., Забрейко П. П., Рутицкий Я. Б., Стеценко В. Я. Приближённое решение операторных уравнений. Издательство ``Наука, Главная редакция физико-математической литературы, Москва, 1969, 456 с. 
Английский перевод: 
Krasnosel’skii M.A., Vainikko G.M., Zabreiko P.P., Rutitcki Ja.B., Stecenko V.Ja., Approximated Solutions of Operator Equations. Walters — Noordhoff, Groningen, 1972, 484p. 
Немецкий перевод: 
Krasnoselski M.A., Wainikko G.M., Sabreiko P.P., Rutizki J.B., Stezenko W.J., N"aherungsverfahren zur L"ozung von Operatorgleichungen. Academie-Verlag, Berlin, 1973, 324p.
10. Красносельский М. А., Бурд В. Ш., Колесов Ю. С. Нелинейные почти периодические колебания. Издательство ``Наука, Главная редакция физико-математической литературы, Москва, 1970, 352 с. 
Английский перевод: 
Krasnosel’skii M.A., Burd V.S., Kolesov Ju.S., Nonlinear Almost Periodic Oscillations. J. Wiley, New York, 1973, 366p.
11. Красносельский М. А., Забрейко П. П. Геометрические методы нелинейного анализа. Издательство ``Наука, Главная редакция физико-математической литературы, Москва, 1975, 512 с. 
Английский перевод: 
Krasnosel’skii M.A., Zabreiko P.P., Geometrical Methods of Nonlinear Analysis. A Series of Comprehensive Studies in Mathematics, 263, Springer-Verlag, Berlin — Heidelberg — New York — Tokio, 1984, 409p.
12. Красносельский М. А., Покровский А. В. Системы с гистерезисом. Издательство ``Наука, Главная редакция физико-математической литературы, Москва, 1983, 271 с. 
Английский перевод: 
Krasnosel’skii M.A., Pokrovskii A.V., Systems with Hysteresis. Springer-Verlag, Berlin — Heidelberg — New York — London — Paris — Tokio, 1989, 410p.
13. Красносельский М. А., Лифшиц Е. А., Соболев А. В. Позитивные линейные системы: метод положительных операторов. Издательство ``Наука, Главная редакция физико-математической литературы, Москва, 1985, 255 с. 
Английский перевод: 
 Krasnosel’skij M.A., Lifshits Je.A., Sobolev A.V., Positive Linear Systems: The method of positive operators. Sigma Series in Applied Mathematics, 5, Hilderman Verlag, Berlin, 1990, 354p.
14. Асарин Е. А., Козякин В. С., Красносельский М. А., Кузнецов Н. А. Анализ устойчивости рассинхронизованных дискретных систем. Издательство ``Наука, Москва, 1992, 408 с.